# Abdul Halim
Abdul Halim, né le 27 décembre 1911 et mort le 4 juillet 1987  à Jakarta, est un homme d'État, Premier ministre d'Indonésie, du 16 janvier 1950 au 5 septembre 1950, sous la présidence de Soekarno. Il a également été ministre de la Défense entre 1950 et 1951.